# Stephen Darby
Mark Stephen Darby (6 oktober 1988) is een Engels voormalig voetballer die doorgaans als verdediger speelde. Hij kwam van 2008 tot en met 2018 uit voor Liverpool, Swindon Town, Notts County, Rochdale, Bradford City en Bolton Wanderers. Darby beëindigde in september 2018 zijn carrière nadat er ALS bij hem werd geconstateerd.

## Biografie

### Liverpool
Op 18 juni 2006 werd aangekondigd op de officiële website van Liverpool dat de club vijf spelers naar de eerste selectie had gehaald. Darby zat in de selectie van 2006 en 2007 die de FA Youth Cup wo, tegen Manchester City en Manchester United. Ook was hij in 2006 de aanvoerder van het team. Hij werd voor het eerst bij de selectie gehaald voor een duel in de UEFA Champions League tegen Galatasaray SK in december 2006. Hij zat de hele wedstrijd op de bank.
In het seizoen 2007/08 was Stephen de aanvoerder van de reserves van Liverpool dat kampioen werd.
Darby speelde zijn eerste wedstrijd tegen Tottenham Hotspur in de League Cup van het seizoen 2008/09. Liverpool verloor de wedstrijd. Zijn eerste wedstrijd in de UEFA Champions League tegen PSV op 9 december. Op 5 juli 2009 tekende Darby samen met Jay Spearing een contract voor drie jaar.
Darby speelde in het seizoen 2009/10 twee keer voor Liverpool: één keer voor de UEFA Champions League tegen ACF Fiorentina en één keer in de FA Cup tegen Reading FC. Hij maakte zijn Premier League-debuut in een wedstrijd tegen Tottenham Hotspur in de 90ste minuut. Hij verving Philipp Degen.

### Swindon Town
Op 11 maart 2010 begon Darby aan een verhuurperiode in de selectie van Swindon Town FC. Zijn eerste wedstrijd was twee dagen later tegen Brighton & Hove Albion FC. Hij speelde de volle 90 minuten.

## Interlandcarrière
Darby speelde namens Engeland twee kwalificatiewedstrijden voor het Europees kampioenschap voetbal onder 19 samen met teamgenoten Jack Hobbs, Craig Lindfield en Adam Hammill.